# 1532
Năm 1532 (số La Mã: MDXXXII) là một năm nhuận bắt đầu từ ngày thứ hai của lịch Julius.

## Sự kiện
- 13 tháng năm - Francisco Pizarro cập bờ vào bờ biển phía bắc của Peru
- 16 tháng 5 - Sir Thomas More từ chức Lord Chancellor Anh.
- Ngày 25 tháng 6 - Suleiman I dẫn quân xâm lược Hungary, và đã thất bại.